# Abitur
Abitur (af latin abire, «gå væk») er den afsluttende eksamen fra gymnasiet i Tyskland. Den svarer til studentereksamen i Danmark.
Officiel tysk betegnelse er allgemeine Hochschulreife. Eksamensbeviset efter 12 til 13 års skolegang (Abiturzeugnis) og er et krav før universitetsstudier. I Østrig og Schweiz hedder Abitur Matura. 